# Vicente Yáñez Pinzón
Vicente Yáñez Pinzón o Vicens Anes Pinçon (Palos de la Frontera, Huelva, aprox. 1462 - 1514) fou un navegant i explorador espanyol, codescobridor d'Amèrica i el primer navegant europeu que va arribar al Brasil. Va navegar en el primer viatge de Colom al Nou Món, el 1492, com a capità de la caravel·la La Niña.

## Els anys de joventut
Vicente Yáñez es creu que va néixer cap al 1462 a Palos de la Frontera, per la qual cosa era el més jove, amb diferència, dels germans Pinzón, i és molt probable que prengués el cognom de Rodrigo Yáñez, un agutzil de Palos que, segons sembla, era el seu padrí. Segons conta la tradició a Palos, el seu casal era al carrer de La Ribera. La historiadora Núria Coll i Julià va trobar el 1950 un document a l'Arxiu Reial de Barcelona, on parla de Vicens Anes Pinçon, de la Vila de Pals que potser correspondria a la persona de Vicente Yáñez Pinzón. Des de ben petit va aprendre l'art de navegar del seu germà més gran, Martín Alonso Pinzón, sens dubte un dels millors navegants de l'època, i va participar des de la seva adolescència, que va ser temps de guerra, en combats i assalts. Es va casar dues vegades, la primera amb Teresa Rodríguez, que li va donar dues filles: Ana Rodríguez i Juana González. La segona, a la tornada del seu últim viatge al Yucatán, el 1509, amb Ana Núñez de Trujillo, amb qui va conviure a Triana (Sevilla) fins a la seva mort.
Les primeres notícies documentades sobre Vicente Yáñez són diverses denúncies sobre assalts a naus catalanes i aragoneses que va dur a terme, des que tenia 15 anys, entre 1477 i 1479. Aquesta era una època de guerra amb el Regne de Portugal en què Palos hi va participar activament i que va agreujar la seva habitual escassetat de blat. Els seus veïns es queixaven de passar gana i les ordres reials que es van enviar a diversos llocs per tal que permetessin l'abastament de cereals a Palos van ser desobeïdes. Els Pinzón, assumint les seves responsabilitats com a líders naturals de la comarca, van atacar caravel·les que transportaven fonamentalment blat.

## Capità de la caravel·laLa Niña

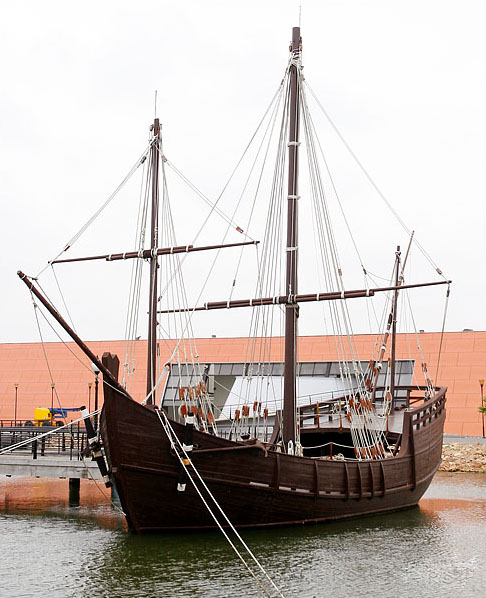
Rèplica de la Caravel·la La Niña a Palos, al Muelle de las Carabelas de Palos

Vicente Yáñez va ser el primer a acceptar la invitació d'enrolament del seu germà Martín Alonso quan aquest decideix donar suport a l'expedició de Cristòfor Colom. Junts van anar visitant, casa per casa, els seus parents, amics i coneguts, animant a embarcar-se els més destacats mariners de la contrada.
Com a capità de La Niña, les seves intervencions van ser fonamentals durant el viatge, ja que va animar a prosseguir l'expedició quan fins i tot el mateix Colom volia girar cua, va sufocar les protestes dels mariners de la nau Santa María, va acudir al salvament d'aquests mateixos mariners quan el vaixell va naufragar i va portar l'Almirall de tornada al Regne de Castella.
El 1495 el trobem preparant dues caravel·les, La Vicente Yáñez i La Fraila, per participar en l'armada que Alonso de Aguilar, germà més gran del Gran Capità, anava a dirigir contra el nord d'Àfrica, però sobrevenen les guerres de Nàpols i es dirigeixen cap a Itàlia, des d'on no retornen fins al 1498, recorrent de passada les costes d'Algèria i de Tunísia.

## El descobriment del Brasil
Aquell mateix any, la Corona decideix permetre a particulars que realitzin viatges de descobriment. Després de capitular a Sevilla amb el totpoderós bisbe Juan Rodríguez de Fonseca, en nom dels Reis Catòlics, el 19 de novembre de 1499, amb quatre petites caravel·les, per iniciativa pròpia i pagant-ho de la pròpia butxaca, va sortir Vicente Yáñez del port de Palos. L'acompanyaven una gran quantitat de parents i d'amics, entre ells, com a escrivà, Garcí Fernández, el famós físic de Palos que va donar suport a Colom quan ningú ho feia; els seus nebots i capitans Arias Pérez i Diego Fernández Colmenero, fill primogènit i gendre, respectivament, de Martín Alonso; el seu oncle Diego Martín Pinzón, amb els seus cosins Juan, Francisco i Bartolomé; els prestigiosos pilots Juan Quintero Príncipe, Juan de Umbría, Alonso Núñez i Juan de Jerez, i també els mariners Cristóbal de Vega, García Alonso, Diego de Alfaro, Rodrigo Álvarez, Diego Prieto, Antón Fernández Colmenero, Juan Calvo, Juan de Palencia, Manuel Valdobinos, Pedro Ramírez, García Hernández i, sens dubte, el seu germà Francisco Martín Pinzón.
Fou nomenat governador d'un territori que anava:
| « | des de la l'esmentada punta de Santa María de la Consolación, seguint la costa, fins a Rostro Hermoso, i d'allà tota la costa que es recorre al nord-oest fins a l'esmentat riu que li vau posar el nom de Santa María del Mar Dulce. | » |

El relat d'aquest viatge apareix en diverses cròniques. De totes aquestes, les Décadas del Nuevo Mundo, escrites el 1501 pel milanès Pere Màrtir d'Angleria (nom amb què era conegut en català Pietro Martire d'Anghiera), són les més properes en el temps i estan basades en informes de testimonis directes, entre els quals el mateix Vicente Yáñez, però, sobretot, Diego de Lepe, el capità de Palos que va fer un viatge "bessó" del de Vicente Yáñez, ja que va sortir del port andalús un mes i mig o dos mesos després i va seguir el seu mateix rumb fins a avançar-lo al riu Amazones. També és bastant interessant la versió de Gonzalo Fernández de Oviedo en la seva Historia General y Natural de las Índias, ja que "va conèixer i va tractar" Vicente Yáñez, que li va proporcionar moltes de les dades que narra. Quant a les respectives Crónicas del pare Bartolomé de las Casas i Antonio de Herrera, es basen, la del dominic fra Bartolomé en Angleria, i la d'Herrera en el dominic.
En el seu llenguatge peculiar i florit, Pere Màrtir d'Angleria ens informa que, passades les Canàries i les illes del Cap Verd, les naus de Vicente Yáñez van prendre rumb sud-oest fins a perdre de vista l'estrella polar. Per primera vegada, els mariners castellans passaven l'equador i s'endinsaven a l'hemisferi sud. Contingència greu, perquè lògicament no sabien guiar-se per les estrelles del cel austral.
Oviedo no relata el viatge. Quant a Bartolomé de las Casas, segueix substancialment Angleria, encara que amb expressions més austeres, tot afirmant que: 
| « | ... pres el camí de les Canàries i d'allà a les del Cap Verd, i havent sortit de la de Santiago, que és una d'aquestes illes, a 13 dies de gener de 1500 anys, van prendre la via austral i després cap a llevant, i havent navegat, segons van dir, 700 llegües, van perdre el nord i van passar la línia equinoccial. Un cop passada, van tenir una tempesta molt terrible en què van pensar que moririen; van navegar per aquella via de l'orient o de llevant unes altres 240 llegües. | » |

Herrera diu el mateix, però fa constar, quan narra el pas de la línia equinoccial, que Vicente Yáñez va ser: 
| « | ... el primer súbdit de la Corona de Castella i de Lleó que la va travessar. | » |

Finalment, ens diu Angleria:
| « | ... el 26 de gener van veure terra des de lluny, i observant la terbolesa de l'aigua del mar, van llançar la sonda i van trobar una profunditat de 16 colzes, que vulgarment se'n diu braces. Es van apropar a la costa i van desembarcar i, havent romàs allà dos dies, ja que en tot aquell temps no van trobar cap home per més que en van veure petjades a la platja, van gravar als arbres i a les roques de vora el litoral els noms dels Reis i els propis, amb la notícia de la seva arribada, i se'n van anar. | » |

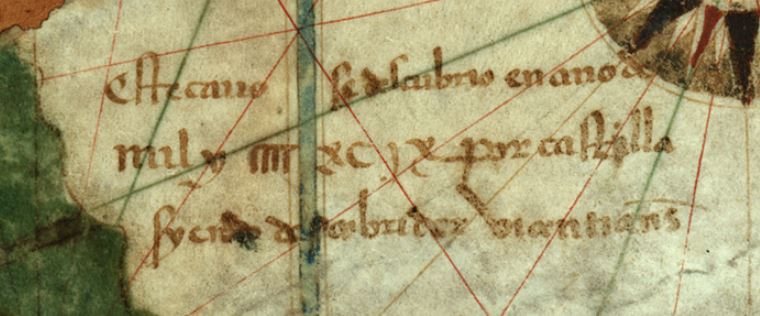
Text del mapa de Joan de la Cosa situat front a la costa del Brasil a on diu: "este cavo se descubrio en ano de mil y CCCC XC IX por castilla syendo descubridor vicentians"

Res més. És sorprenent la parquedat de paraules de l'exuberant Pere Màrtir, sobretot comparada amb l'anterior paràgraf i amb el que del mateix fet diu el pare Las Casas quan afirma que: 
| « | el 26 de gener van veure terra de ben lluny; es tracta del cap que ara es diu de Sant Agustí, i els portuguesos en diuen la Terra del Brasil: llavors Vicente Yáñez el va anomenar cap de la Consolació. | » |

El frare sevillà va inserir a la seva obra dues afirmacions molt importants: primer, que el cap on va arribar Vicente Yáñez i que va batejar com a Consolación era el cap conegut llavors en castellà com a San Agustín (actualment, en portuguès, cabo de Santo Agostinho, a l'estat de Pernambuco). Segon, que Vicente Yáñez va prendre possessió de la terra. Fra Bartolomé de las Casas segueix el relat del milanès, però no dubta de completar-lo amb les informacions i conviccions que ha anat recopilant en el decurs dels anys. Per a ell no existia cap mena de dubte: el cap de Santa María de la Consolación era el de San Agustín, primera terra descoberta al Brasil per Vicente Yáñez Pinzón, que en va prendre possessió.
Davant de l'actitud hostil dels indígenes, decideixen hissar les veles i continuar navegant fins que van arribar:
| « | ...a un altre riu, però no amb prou profunditat per ser recorregut amb les caravel·les, per la qual cosa van enviar a terra per reconèixer-la quatre esquifs de servei amb homes armats. Aquests van veure sobre un turó proper a la costa una multitud d'indígenes; hi van enviar un soldat d'infanteria per tractar amb ells. Va semblar que els indígenes intentaven apoderar-se del nostre home i endur-se'l, ja que quan aquest els va llançar per atreure'ls un cascavell, ells, des de lluny, van fer el mateix amb un bastonet daurat d'un colze; i en ajupir-se el soldat per agafar-lo, el van envoltar ràpidament amb ànim de capturar-lo; però el nostre infant, protegint-se amb l'escut i l'espasa de què estava armat, es va defensar fins que els seus companys el van ajudar amb els bots. | » |

El resultat d'aquest primer enfrontament cruent va ser, segons tots els cronistes, vuit morts i més d'una dotzena de ferits entre els expedicionaris, mentre que entre els indígenes les baixes foren bastant més nombroses. Els cronistes coincideixen en la narració, amb la matisació d'Oviedo, que diu que va ser una peça d'or treballada el que van usar els indis com a esquer.
D'aquest episodi dedueixen alguns autors, potser arriscadament, que els indígenes coneixien l'ambició d'or dels cristians. En primer lloc, el bastonet d'or que, de mica en mica i de cronista en cronista, va passar a ser una peça d'or treballada, no va ser recuperat, per això mai no es podrà saber si de veritat era d'or o no. Tanmateix, aquest fet, així com una creu trobada per l'expedició de Diego de Lepe, i que segons el professor Juan Manzano no els hauria sorprès pas tant, ni Juan de la Cosa ho hagués ressenyat al seu famós mapa, si haguessin cregut que l'havien col·locat allà els homes de Yáñez, són els febles arguments amb els quals aquest autor posa en dubte que el verdader descobridor del Brasil fos Vicente Yáñez, i atribueixi, sense més ni més, l'esmentat mèrit a l'expedició del portuguès Duarte Pacheco Pereira el 1498, que ningú no sap exactament on va ser, perquè les circumstàncies polítiques van aconsellar mantenir-ho en secret.
Una hipòtesi amb la qual, segons l'historiador Julio Izquierdo Labrado, no es pot estar d'acord pel fet de ser massa arriscada i gratuïta, no només perquè els arguments siguin molt febles, sinó perquè el secret i el descobriment no són conceptes que es portin bé. Descobrir no és només arribar; és, a més, prendre possessió de la terra, gravar-hi noms, deixar constància que s'hi ha arribat, fer que un escrivà aixequi l'acta de l'esdeveniment, saber amb major o menor exactitud on s'ha arribat, mesurar, cartografiar i, sobretot, informar-ne reis, cosmògrafs, cronistes, mariners, per citar només alguns oficis, i el públic en general, de tal manera que les terres a les quals s'ha arribat s'incorporin al coneixement general de la cultura, de la civilització que envia aquesta expedició. Això és descobrir. I això no va succeir a partir de l'arribada, si és que realment va arribar allà mateix, de Duarte Pacheco a la costa brasilera, sinó a partir de la de Vicente Yáñez Pinzón, l'únic mariner que mereixeria el títol de descobridor del Brasil segons aquesta hipòtesi. Títol que, per cert, no li van escatimar ni van discutir, com veurem, els seus contemporanis, ni castellans ni portuguesos.
Tampoc ningú no li va disputar el títol de descobridor i primer explorador del riu Amazones, lloc on va tenir lloc l'enfrontament relatat, a la boca del Pará, i del qual se'n van anar entristits a causa dels morts fins a arribar al que van creure que era un altre riu, a 40 llegües d'allà. En realitat, com ja afirma Oviedo en la seva crònica, es tractava de l'altra vora, l'altra boca de l'immens Amazones. Sorpresos, comproven que l'aigua dolça s'introdueix 40 llegües dins la mar, i renoven tota l'aigua dels seus atuells. Decidits a investigar el secret d'un riu tan poderós, s'hi endinsen i, segons Angleria:
| « | ... van descobrir que, des d'uns alts turons, es precipitaven amb gran ímpetu rius de corrent ràpid. Diuen que dins d'aquell pèlag hi ha nombroses illes feraces per la riquesa del seu terra i plenes de poblats. Expliquen que els indígenes d'aquesta regió són pacífics i sociables, però poc útils per als nostres, ja que no en van aconseguir cap profit desitjable, com ara or o pedres precioses; en vista d'això, se'n van emportar 30 captius. Els indígenes anomenen l'esmentada regió Mariatambal; emperò, la situada a l'orient del riu es diu Camamoro, i l'occidental Paricora. Els indígenes indicaven que a l'interior d'aquella costa hi havia una quantitat gens menyspreable d'or. | » |

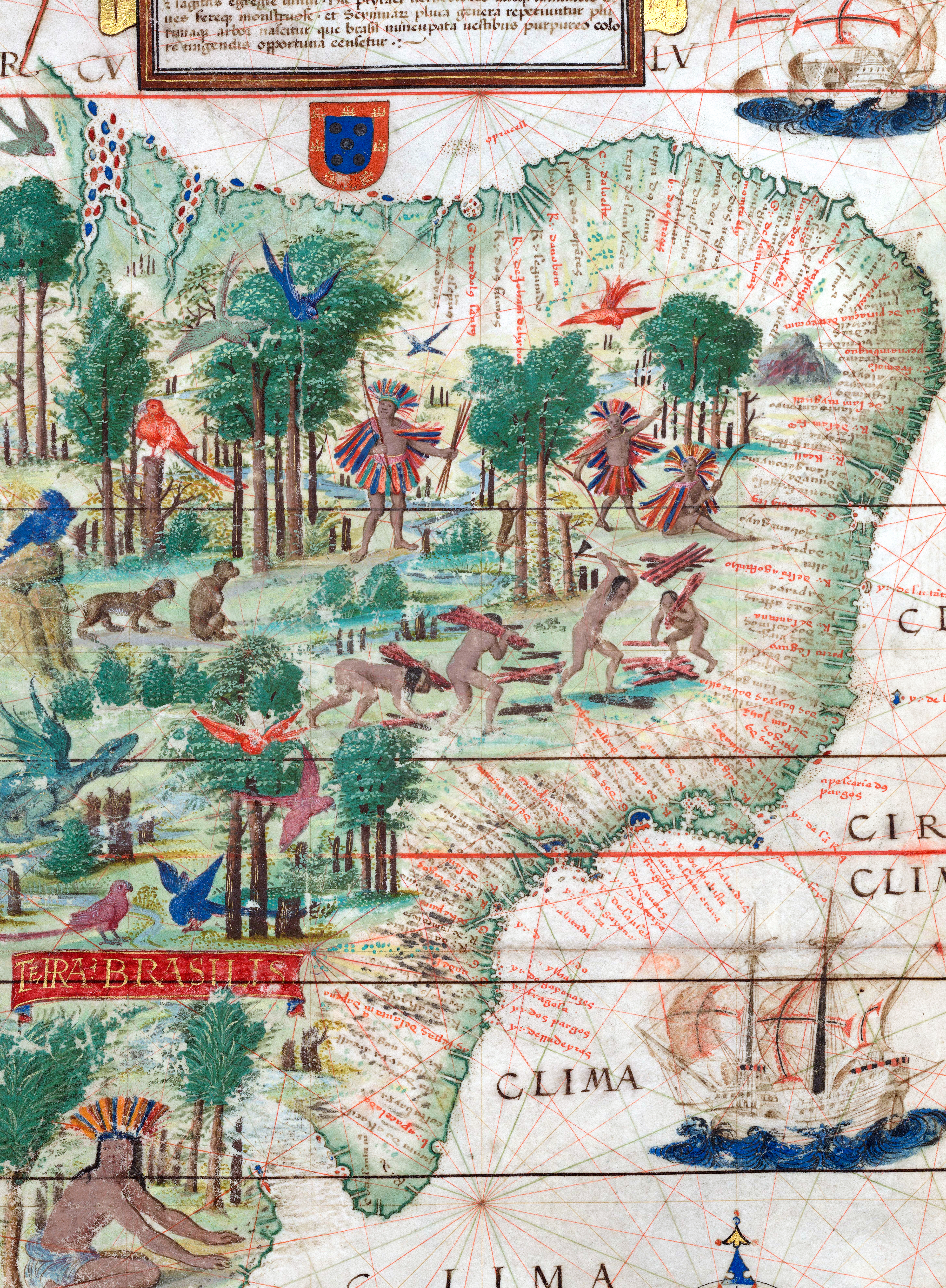
Mapa antic del Brasil

Oviedo afirma categòricament que va ser Vicente Yáñez Pinzón
| « | ...el primer cristià i castellà que va donar notícia d'aquest gran riu... | » |

el qual ja denomina Marañón, nom que també utilitza el pare Las Casas, encara que afirma no saber ni qui ni per què el va batejar així. A més, el dominic afegeix la sorpresa que els va produir el fenomen del mascaret, o reflux de la marea oceànica dins el riu,
| « | ... ja que, quan érem al riu, el gran ímpetu i la força de l'aigua dolça i la de la mar que se li resistia feien un soroll terrible i aixecaven els navilis un bon tros amunt, i no van passar pas poc perill. | » |

Entretinguts en aquesta exploració de l'Amazones, van ser sobrepassats per l'expedició de Diego de Lepe, que els venia seguint des de Palos. Així doncs, a l'Amazones van concloure els descobriments, estrictament parlant, de Vicente Yáñez per terres brasileres. Des d'allà, ens diu Angleria, van seguir la costa amb rumb
| « | ... a l'occident cap a Paria, en un espai de 300 llegües, fins a la punta de terra on es perd el pol àrtic. | » |

Aquest punt és especialment interessant i cal tenir-lo en compte més endavant, en tractar sobre la polèmica entorn de la situació del cap de Santa María de la Consolación.
Angleria continua informant sobre el viatge de Vicente Yáñez, la seva arribada al Marañón (en realitat l'Orinoco, encara que el pare Las Casas denomini així l'Amazones). Des d'allà van continuar fins a Paria, on precisament van carregar tres mil lliures de fusta de brasil (Caesalpinia echinata), un dels pocs productes que van reportar beneficis en aquest viatge. Amb vent nord-oest naveguen entre diverses illes, molt fèrtils però poc poblades a causa que el canibalisme hi estava molt estès. Desembarquen en algunes i descobreixen l'illa de Mayo, però els indígenes fugen. Troben arbres enormes i, entremig, un animal marsupial sorprenent.
Havien recorregut ja 600 llegües, i ja havien passat la Hispaniola, quan el mes de juliol van sofrir una terrible tempesta, que va fer naufragar dues de les quatre caravel·les que portaven als anomenats Bajos de Babueca, i se'n va emportar una altra, que va arrencar amb violència del lloc on es trobava ancorada i va fer que es perdés de vista. Estaven desesperats quan, tot d'una, en cessar la tempesta va tornar la caravel·la que creien perduda, tripulada per 18 homes.
| « | Amb aquestes dues naus van fer amb rumb a Castella. Maltractats per les ones i havent perdut no pocs companys, van tornar al lloc natal de Palos, al costat de les seves dones i els seus fills, el 30 de setembre. | » |

## Vicente Yáñez, nomenat cavaller i governador
Aquest viatge, que va ser el més llarg i important realitzat en l'època pels seus resultats geogràfics, va ser en canvi un desastre econòmic. Malgrat tot, els Reis es van mostrar molt interessats per la possessió de la immensa costa descoberta per Vicente Yáñez, per tant van tractar d'estimular-lo perquè hi tornés; així, el 5 de setembre de 1501 van firmar amb ell una capitulació en la qual, entre altres coses, el nomenen capità i
| « | ... governador de l'esmentada punta de Santa María de la Consolación i seguint la costa fins a Rostro Fermoso, i d'allà tota la costa que es recorre al nord-oest fins a l'esmentat riu que li vau posar el nom de Santa María de la Mar Dulce, amb les illes que són a la boca d'aquest riu anomenat Mariatanbalo. | » |

I, a més, li concedien la sisena part de tots els productes que s'obtinguessin d'aquella terra, sempre que hi tornés 
| « | ... al cap d'un any, comptat des del dia de la data d'aquesta capitulació i assentament. | » |

Indubtablement, els Reis Catòlics demostren que concedeixen molta importància als descobriments de Vicente Yáñez i que confien en la seva vàlua per continuar prestant-los serveis, per això, per premiar-lo pel que havia aconseguit, al mateix temps que l'animaven i l'ajudaven per continuar servint-los, el divendres 8 d'octubre de 1501 va ser nomenat cavaller pel rei Ferran el Catòlic a la torre de Comares de l'Alhambra, el Palau Reial de Granada.
Tot va ser inútil, ja que Vicente Yáñez Pinzón no va poder o no va voler dur a terme aquest viatge. Generalment se sol dir que la falta de recursos del capità de Palos li va impedir realitzar-lo. Segurament va ser així. Tanmateix, Vicente Yáñez podia aconseguir crèdit quan era necessari, encara que anés a interessos molt alts. Per tant, no convé rebutjar la possibilitat que, ja en una data tan primerenca i arran dels viatges portuguesos a aquestes costes, dubtés de la sobirania dels reis espanyols sobre aquelles terres a raó del Tractat de Tordesillas i, per tant, de la seva facultat per atorgar-li a ell la seva governació.
Juan Manzano intenta demostrar que Vicente Yáñez va tornar el 1504 a aquestes terres que havia descobert, en un gran esforç per aclarir la confusa narració de Pere Màrtir d'Angleria sobre l'últim viatge de Vicente Yáñez, on barreja les seves aventures amb Juan Díaz de Solís pel golf de Mèxic amb una tornada a les terres trobades el 1500, en un periple absurd i sense sentit. Per què havia de tornar Vicente Yáñez al Brasil? Per verificar que els càlculs dels portuguesos eren correctes i informar-ne els Reis? És possible, però la capitulació de 1501 deia que Vicente Yáñez ho pagués de la pròpia butxaca, assumint unes despeses que la seva penosa situació econòmica feien molt costoses, i tot aquest esforç per què? Per comprovar que ni ell ni Castella no tenien drets sobre aquesta terra? Navegant amb tant secret que cap dels seus contemporanis no en va tenir esment? Arriscant la seva vida i la de la seva tripulació més del que calia per portar només una caravel·la? Potser no havia anotat bé les dades en el seu primer viatge que va haver de repetir-lo i passar pels mateixos llocs de nou? I quan el 1513 va declarar, amb tanta exactitud i honradesa, la perfecta delimitació de quina era la costa que havia descobert i quina la que simplement havia "recorregut", i a més a més admetia que la seva troballa corresponia al seu paisà Diego de Lepe, per què no es mostra tan concret sobre la seva arribada al cap de Sant Agustí, sense la més petita referència al fet que hi hagués estat la segona vegada i no pas la primera?
Són, doncs, massa preguntes sense respostes per a aquest presumpte segon viatge de Vicente Yáñez al Brasil, massa interrogants a partir d'un relat confús i desordenat de Pere Màrtir d'Angleria. La veritat és que les aventures de Vicente Yáñez entre 1502 i 1504 encara no estan aclarides.

## Expedició a l'Amèrica Central, tornada i mort
Sí que va quedar constatada la seva presència a Amèrica durant aquells anys, probablement per tal de complir les seves obligacions com a capità general i governador de Puerto Rico, l'illa que havia descobert el seu germà Martín Alonso Pinzón durant el primer viatge de 1492. En canvi, des de la primavera de 1505 es torna a trobar documentada la seva presència al Regne de Castella, concretament a la Junta de Navegantes de Toro, en la qual, per una capitulació datada el 24 d'abril, se'l va nomenar capità i corregidor de l'illa de San Juan (Puerto Rico). També va participar com a expert convocat per la corona en la Junta de Navegantes de Burgos de 1508 per reprendre de nou el tema de la recerca d'un pas cap a les illes de les Espècies. Aquest seria l'últim viatge del capità de Palos, juntament amb Solís, en el qual van recórrer les costes de Darién, Veragua i Paria, als estats actuals de Veneçuela, Colòmbia, Panamà, Costa Rica, Nicaragua, Hondures i Guatemala. En no trobar el pas buscat, envolten la península de Yucatán i s'endinsen al golf de Mèxic fins als 23,5º de latitud nord, amb què protagonitzen un dels primers contactes amb la civilització asteca.
A la tornada d'aquest viatge, Vicente Yáñez es casa per segona vegada i s'estableix a Triana (Sevilla), on testifica el 1513 en els Plets Colombins contra l'Almirall amb la seva moderació acostumada. El 1514 se li ordena acompanyar Pedro Arias Dávila al Darién, però Vicente Yáñez es troba malalt i demana que l'excusin d'anar-hi. Era el 14 de març de 1514, i aquest és l'últim document en el qual se l'esmenta. Segons el seu amic, el cronista Fernández de Oviedo, Vicente Yáñez va morir aquell mateix any, probablement a final de setembre, amb la mateixa discreció que va viure, sense que se sàpiga el lloc on va ser enterrat, segurament al cementiri de Triana.